# Anderson Marquínez
Anderson Jair Marquinez Espinales (* 6. Januar 2001) ist ein ecuadorianischer Leichtathlet, der sich auf den Sprint spezialisiert hat.

## Sportliche Laufbahn
Erste internationale Erfahrungen sammelte Anderson Marquinez im Jahr 2018, als er bei den U18-Südamerikameisterschaften in Cuenca im 100-Meter-Lauf in 10,93 s den vierten Platz belegte und über 200 Meter mit 22,34 s auf Rang sieben landete. Zudem gewann er mit der ecuadorianischen 4-mal-100-Meter-Staffel in 41,69 s die Silbermedaille. Ende September schied er dann bei den U23-Südamerikameisterschaften ebendort mit 11,06 s bzw. 22,32 s jeweils in der ersten Runde über 100 und 200 Meter aus, gewann er im Staffelbewerb in 41,09 s die Bronzemedaille hinter den Teams aus Kolumbien und Chile. Im Jahr darauf schied er bei den Südamerikameisterschaften in Lima mit 10,99 s in der Vorrunde über 100 Meter aus und auch im 200-Meter-Lauf kam er mit 21,75 s nicht über die erste Runde hinaus, belegte aber im Staffelbewerb in 41,14 s den sechsten Platz. Kurz darauf gewann er bei den U20-Südamerikameisterschaften in Cali in 21,04 s die Silbermedaille über 200 Meter und sicherte sich in 10,53 s Bronze über 100 Meter. Zudem gewann er in 41,09 s die Bronzemedaille in der 4-mal-100-Meter-Staffel sowie in 3:18,76 min auch in der 4-mal-400-Meter-Staffel. Daraufhin scheiterte er bei den Panamerikanischen-U20-Meisterschaften in San José mit 10,63 s bzw. 21,31 s jeweils im Vorlauf über 100 und 200 Meter, belegte aber mit der 4-mal-100-Meter-Staffel in 40,75 s den fünften Platz und erreichte mit der 4-mal-400-Meter-Staffel nach 3:13,47 min Rang sechs. Bei den World Athletics Relays 2021 im polnischen Chorzów wurde er mit der 4-mal-200-Meter-Staffel mit neuem Landesrekord von 1:24,89 min Vierter. Kurz darauf schied er bei den Südamerikameisterschaften im heimischen Guayaquil mit 10,60 s im Vorlauf über 100 Meter aus und gewann in 20,63 s die Bronzemedaille über 200 Meter hinter den Brasilianern Felipe Bardi dos Santos und Lucas Vilar. In der 4-mal-100-Meter-Staffel belegte er in 40,78 s den vierten Platz und in der 4-mal-400-Meter-Staffel gewann er in 3:13,74 min gemeinsam mit Sebastian Acuña, Alan Minda und Miguel Maldonado die Bronzemedaille hinter den Teams aus Brasilien und Kolumbien. Mitte Oktober siegte er in 20,52 s über 200 m bei den U23-Südamerikameisterschaften ebendort und gewann in 10,46 s die Bronzemedaille hinter den Brasilianern Erik Cardoso und Lucas da Silva. Zudem sicherte er sich in der 4-mal-100-Meter-Staffel in 40,60 s die Silbermedaille hinter dem kolumbianischen Team. Anfang Dezember siegte er dann auch bei den erstmals ausgetragenen Panamerikanischen Juniorenspielen in Cali in 20,51 s über 200 m und belegte im 100-Meter-Lauf in 10,62 s den sechsten Platz. Zudem siegte er in 3:08,02 min mit der 4-mal-400-Meter-Staffel und sicherte sich in 40,02 s die Silbermedaille in der 4-mal-100-Meter-Staffel hinter dem brasilianischen Team.
2022 startete er mit der Männerstaffel bei den Hallenweltmeisterschaften in Belgrad, wurde dort aber in der ersten Runde disqualifiziert. Im September belegte er dann bei den U23-Südamerikameisterschaften in Cascavel in 10,69 s den achten Platz über 100 Meter und gewann in 20,88 s die Bronzemedaille über 200 Meter hinter den Brasilianern Renan Gallina und Lucas Rodrigues da Silva. Zudem sicherte er sich in 3:09,51 min die Bronzemedaille in der 4-mal-400-Meter-Staffel hinter den Teams aus Argentinien und Brasilien und gelangte mit der 4-mal-100-Meter-Staffel mit 40,53 s auf Rang vier. Kurz darauf gewann er bei den Südamerikaspielen in Asunción in 20,95 s die Silbermedaille über 200 Meter hinter dem Brasilianer Lucas Rodrigues da Silva und belegte mit der 4-mal-100-Meter-Staffel in 40,98 s den vierten Platz. Mit der 4-mal-400-Meter-Staffel wurde er in 3:17,27 min Fünfter. Im Jahr darauf schied er bei den Südamerikameisterschaften in São Paulo mit 21,17 s im Vorlauf über 200 Meter aus und belegte mit der 4-mal-100-Meter-Staffel in 40,85 s den fünften Platz. Anfang November wurde er bei den Panamerikanischen Spielen in Santiago de Chile im Vorlauf über 200 Meter disqualifiziert und gelangte mit der Männerstaffel mit 3:09,33 min auf Rang sechs. 2024 belegte er bei den Ibero-Amerikanischen Meisterschaften in Cuiabá in 20,95 s und 46,83 s jeweils den siebten Platz über 200 und 400 Meter und gewann mit der 4-mal-400-Meter-Staffel in 3:08,47 min die Bronzemedaille hinter den Teams aus Mexiko und Kolumbien.
In den Jahren 2021 und 2023 wurde Marquinez ecuadorianischer Meister im 100- und 200-Meter-Lauf sowie 2023 auch in der 4-mal-100-Meter-Staffel und 2024 über 200 und 400 Meter.

## Persönliche Bestleistungen
- 100 Meter: 10,45 s (+1,5 m/s), 31. Juli 2021 in Quito
- 200 Meter: 20,51 s (+0,4 m/s), 3. Dezember 2021 in Cali
- 400 Meter: 46,38 s, 6. April 2024 in Quito